# Dziewiętlice
Dziewiętlice (Duits: Heinersdorf, Tsjechisch: Pruský Jindřichov) is een plaats in het Poolse district  Nyski, woiwodschap Opole. De plaats maakt deel uit van de gemeente Paczków en telt 680 inwoners.

## Verkeer en vervoer
- Station Dziewiętlice

## Natives
- Jiří Grygar (* 17 maart 1936) - Tsjechische astronoom en astronatuurkundige